# Verbascum ergin-hamzaoglui
Verbascum ergin-hamzaoglui är en flenörtsväxtart som beskrevs av Karavel.. Verbascum ergin-hamzaoglui ingår i släktet kungsljus, och familjen flenörtsväxter. Inga underarter finns listade i Catalogue of Life.